# Walter Gordon
Walter Scott "Smokey" Gordon, Jr. (15 de abril de 1920 - 19 de abril de 1997) foi um soldado da Easy Company, 2º Batalhão, 506º Regimento de Infantaria Pára-quedista, na 101ª Divisão Aerotransportada Exército dos Estados Unidos durante na Segunda Guerra Mundial. Gordon foi retratado na minissérie da HBO Band of Brothers por Ben Caplan.

## Primeiros anos
Gordon nasceu em Jackson, Mississippi. Matriculou-se no Millsapps College por volta de 1940 e ficou lá por 2 anos. Devido ao daltonismo, os fuzileiros navais e a Marinha o rejeitaram, por isso ele entrou para o Exército. Gordon se alistou em 10 de agosto de 1942 na Filadélfia, Pensilvânia.

## O serviço militar
Em agosto de 1942, em Camp Toccoa, Geórgia, ele foi treinado por Herbert Sobel. Ele saltou na Normandia em 6 de junho de 1944. Uma semana depois, em 13 de junho ele foi ferido no braço e ombro em St. Mère-Église, França. Em setembro de 1944, ele saltou na Holanda ocupada para a Operação da Operação Market Garden. Smokey lutou em Bastogne, Bélgica de dezembro de 1944 - janeiro de 1945. Durante a batalha, Gordon foi baleado nas costas e ficou internado durante seis meses.

## Pós-Guerra
Na primavera de 1945, Gordon foi enviado ao Lawson General Hospital, nos Estados Unidos. Mais tarde, mudou-se para Lafayette, Louisiana. Ele trabalhou numa empresa de petróleo e vazamento de gás. Em 1946, com Ranney Mike e Bob Rader, ele começou a organizar reuniões Easy Company. Em 1951, casou-se com Elizabeth Ball Ladeau. O casal teve cinco filhos. Smokey morreu em Biloxi, Mississippi.